# 감가상각부인액
감가상각부인액(減價償却否認額)은 사업자가 손금 (경제학) 및 필요경비로 계상한 감가상각비 중 세법에서 정한 상각범위액을 초과한 경우 과세소득계산시에 상각범위초과액을 손금으로 인정받지 못하는 것으로서 그 상각범위액을 초과하는 부분의 금액을 감가상각부인액이라고 말한다. 감가상각부인액은 세무조정을 통해 손금불산입처리된다.

## 같이 보기
- 감가상각